# Lant

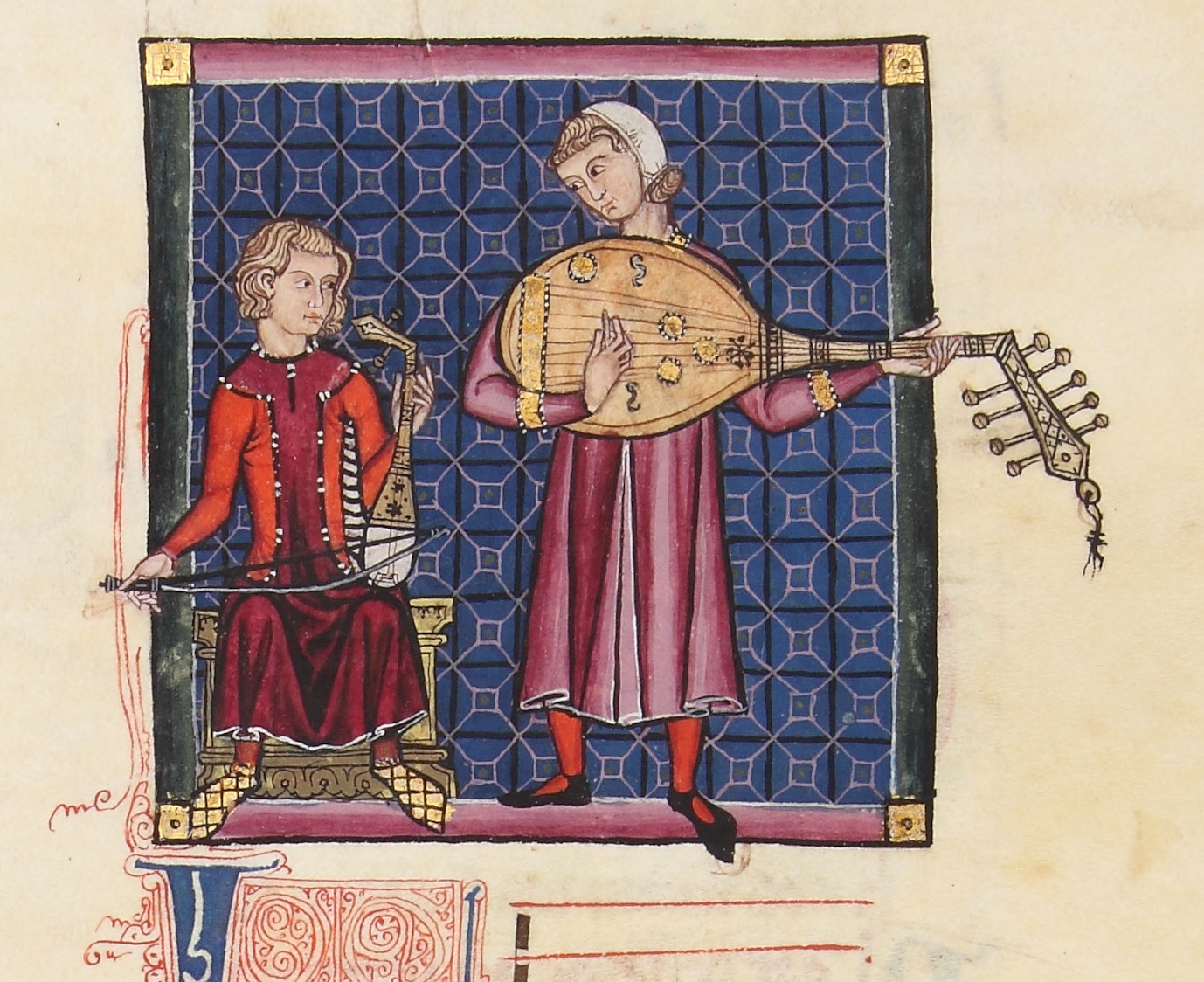
Vonós és pengetős lantok a Cantigas de Santa Maria 13. századi kéziratban

A lant húros hangszer. Jellegzetessége, hogy húrjai egy húrhordozó és egy ahhoz csatlakozó rezonátortest között feszülnek a test tetőlapjával párhuzamos síkban.
A gyakorlatban legtöbbször a nyakkal, fogólappal ellátott húros hangszereket nevezik lantnak, de hangszertani szempontból az efféle nyeles lantok mellett a lírák (járomlantok) és a Fekete-Afrikában elterjedt íjlantok („pluriarc”) is ebbe a kategóriába esnek. A lantok osztályába nem csak pengetős, de vonós hangszerek is tartoznak. 
Szűkebb értelemben a nyugati lantot szokás lantnak nevezni, amely Európában a 13. századtól tűnt fel, majd a 16–17. században a nyugati zenekultúra nagyra becsült és sokoldalúan használt pengetős hangszere lett.

## Felépítése, változatai
A lantot a hangszerek Sachs–Hornbostel-féle osztályozása az úgynevezett összetett kordofon hangszerek kategóriájába sorolja, ami lényegében azt jelenti, hogy húrjai egy húrhordozó és egy azzal szerves kapcsolatban lévő rezonátortest között feszülnek. A lant mellett még ebbe a csoportba tartozik a hárfa és a hárfalant is. A lant megkülönböztető jegye, hogy húrjai párhuzamos síkban futnak a rezonátor tetőlapjával, míg a hárfa, hárfalant húrjainak síkja merőleges arra. A lant tetőlapja és a fölötte futó húrok között egy jellegzetes alkatrész, a húrláb teremt statikai és akusztikai kapcsolatot. 

### Íjlant

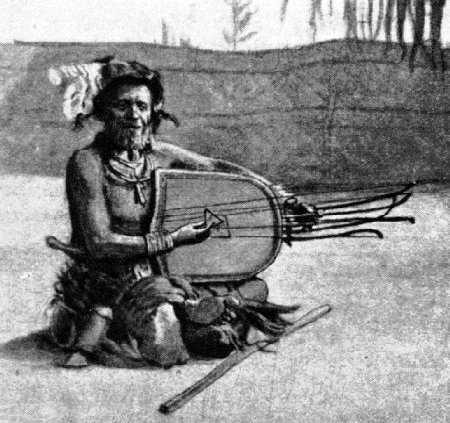
Bakuba íjlant, Kongó

Az íjlant, más néven pluriarc Közép-Afrikában elterjedt lantféleség. Egyetlen, fából készült dobozszerű rezonátorteste van, de minden húrjához egy-egy különálló, íjszerűen meghajlított rugalmas húrhordozó tartozik. E húrhordozók vagy a rezonátortestbe fúrt lyukakba illeszkednek, vagy a test hátlapjához vannak rögzítve. A húrok az íjszerű húrhordozók szabad végeitől a test átellenes végén keresztben lévő húrtartóhoz futnak. Afrikai nevei akam, kalangu, wambi.

### Járomlant
A járomlant közismertebb neve líra. Húrjai egyik vége a hangszertestből kinövő két szarvszerű nyúlvány között átvetett keresztrúdon van – hangolható módon – rögzítve, a másik vége a húrláb érintésével a testre szerelt húrtartóhoz csatlakozik. A test lehet dobozszerű felépítésű mint a görög kithara, vagy domború hátú, csészeformájú, bőrrel fedett, mint a khelüsz-líra esetében. Az ókor egyik legelterjedtebb húros hangszere volt, ma szórványosan Irakban, a Perzsa-öböl partján és főként Kelet-Afrikában található meg, mint például a kisszár vagy a begena.

### Nyeles lant
A nyeles lant napjainkban a legelterjedtebb lantféle, a mindennapi szóhasználatban legtöbbször ezt nevezik lantnak.
A nyeles lant húrhordozója egyetlen nyélszerű nyúlvány, a nyak, ami a hangszertesthez a hangszertető síkjában illeszkedik. A húrok egy behangoló apparátus közvetítésével a nyakhoz vagy az arra épült hangolófejhez vannak rögzítve, a nyak fölött a rezonátortesthez futnak, ahol a húrlábhoz, húrtartóhoz csatlakoznak. Az, hogy a húrok a nyak közelében helyezkednek el, lehetővé teszi, hogy lefogásukkal a zenész többféle hangmagasságot is képezhessen rajtuk.
A nyeles lant egyik fajtája, a nyárslant rúdszerű nyaka teljesen vagy részben „felnyársalja” a testet, alsó vége húrtartóként szolgál. A nyakas lant húrhordozó nyele a testből nő ki, nem hatol annak belsejébe. Más felosztás szerint léteznek hosszú nyakú illetve rövid nyakú lantok; az előbbi nyaka hosszabb, mint a teste, az utóbbié rövidebb.
A napjainkban széles körben használt húros hangszerek nagy része, például a hegedű, a gitár a nyeles lantok közé tartozik. A nyugati lant rövid nyakú lant. Hosszú nyakú lant például a tanbúr, a tambura, a baglama, a szitár, a dombra, a balalajka, a colascione.

#### Típusai
A Sachs–Hornbostel-féle osztályozás alapján: 
| 321.3 nyeles lantok a húrhordozó egyetlen nyélszerű nyúlvány | 321.31 nyárslantok a nyél keresztülmegy a testen | 321.311 csésze-nyárslantok a test csészealakú | rebáb (félgömb alakú)                    |
| 321.3 nyeles lantok a húrhordozó egyetlen nyélszerű nyúlvány | 321.31 nyárslantok a nyél keresztülmegy a testen | 321.312 doboz-nyárslantok a test dobozszerű   | maszinkó                                 |
| 321.3 nyeles lantok a húrhordozó egyetlen nyélszerű nyúlvány | 321.31 nyárslantok a nyél keresztülmegy a testen | 321.313 cső-nyárslantok a test egy cső        | erhu                                     |
| 321.3 nyeles lantok a húrhordozó egyetlen nyélszerű nyúlvány | 321.32 nyaklantok a nyél a testből indul ki      | 321.321 csésze-nyaklantok a test csészealakú  | úd, nyugati lant, baglama                |
| 321.3 nyeles lantok a húrhordozó egyetlen nyélszerű nyúlvány | 321.32 nyaklantok a nyél a testből indul ki      | 321.322 doboz-nyaklantok a test dobozszerű    | viola da gamba, hegedű, klasszikus gitár |

#### Képek

A lantok alaptípusai
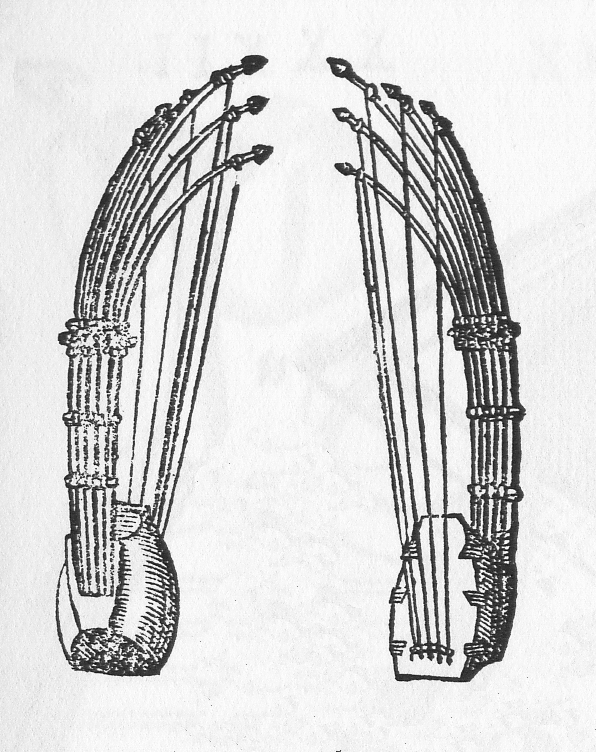
Íjlant Praetorius Syntagma Musicum című művéből
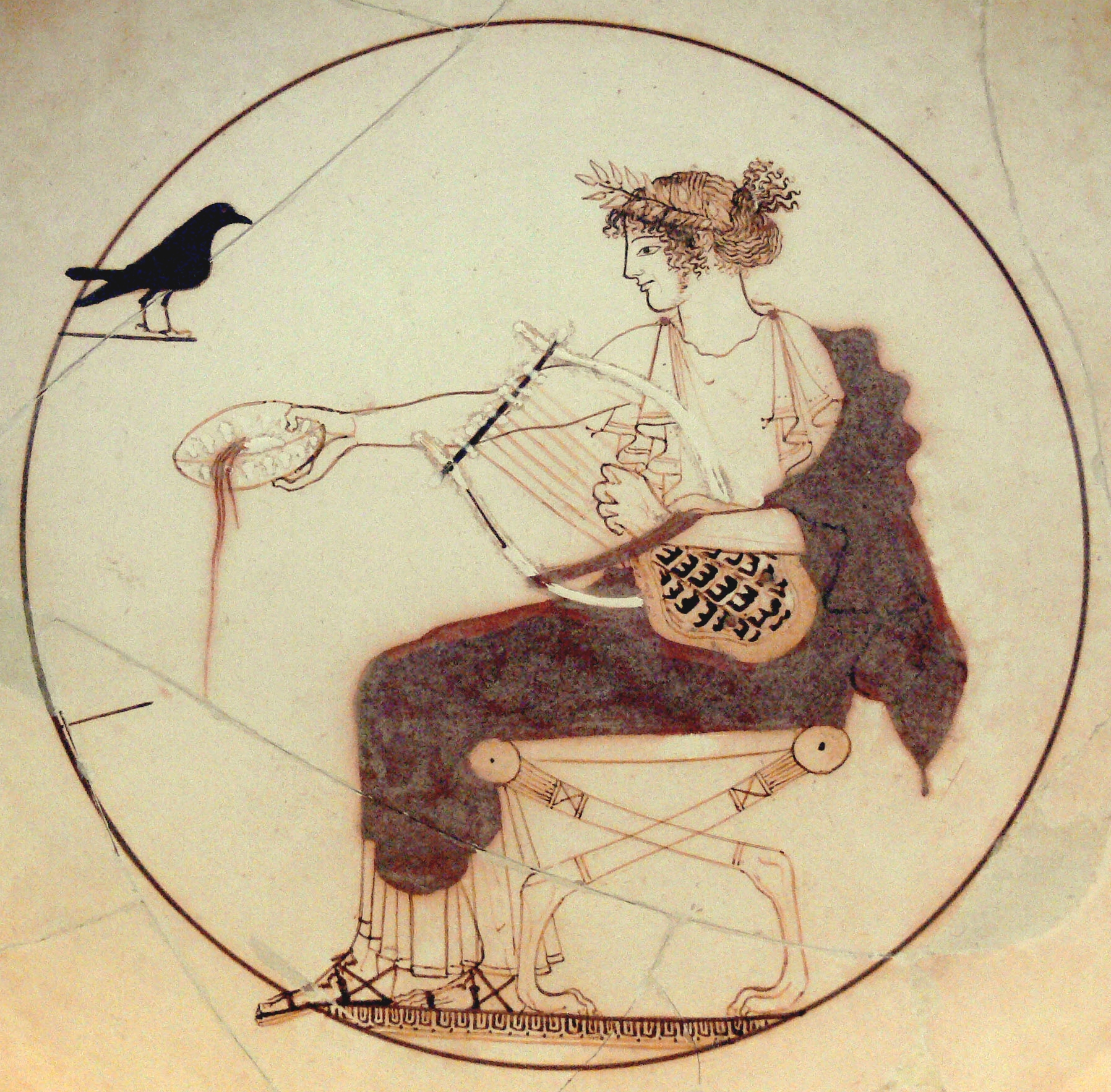
Ókori görög khelüsz-líra, azaz járomlant
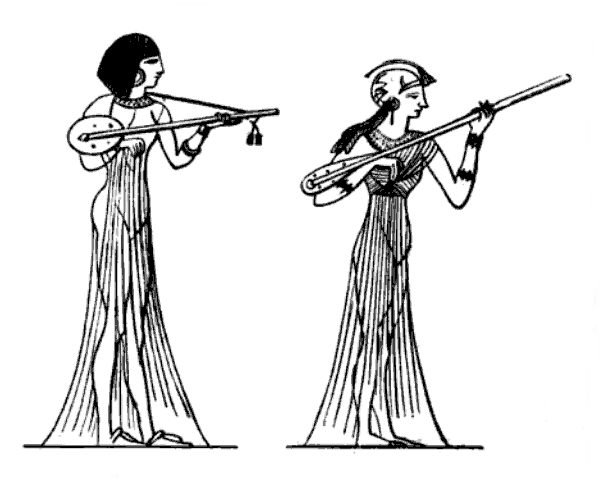
Ókori egyiptomi hosszú nyakú lantok
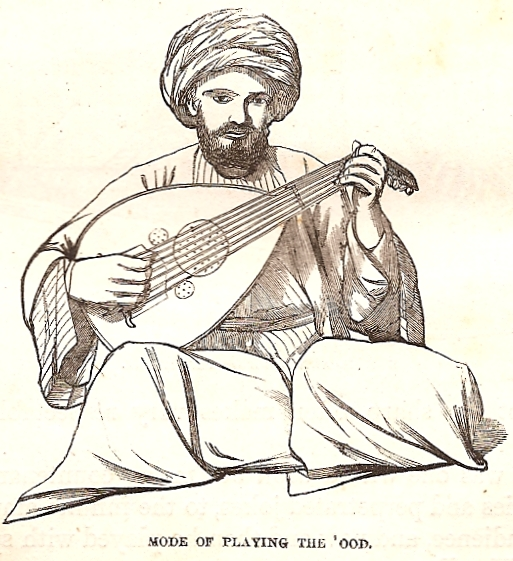
Arab rövid nyakú lant, az úd

## Elterjedése, története

### Mezopotámia
A legősibb ismert lantféleség, a járomlant Mezopotámiában a Kr. e. 4. évezredben tűnt fel, majd az ókori kelet és a görög-római civilizáció legnépszerűbb, nagy becsben tartott húros hangszere lett. Történetét a líra cikke tárgyalja. A nyeles lantok, különösen a rövid nyakú lantok színre lépése, elterjedése ehhez képest kései fejlemény a hangszertörténetben.

Hosszú nyakú lantok
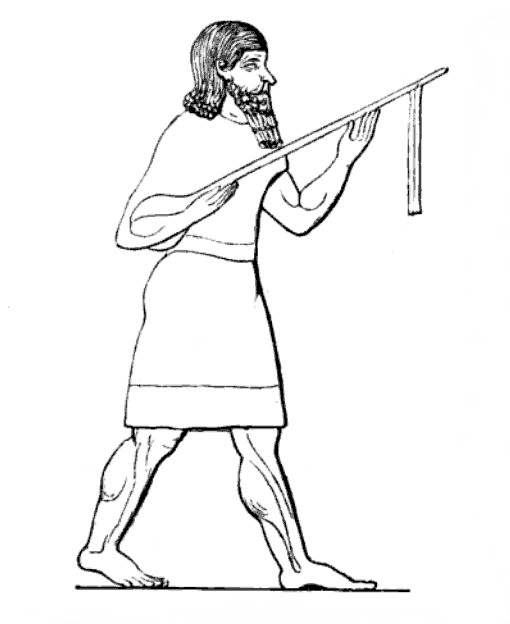
Asszír lantos, Ninive
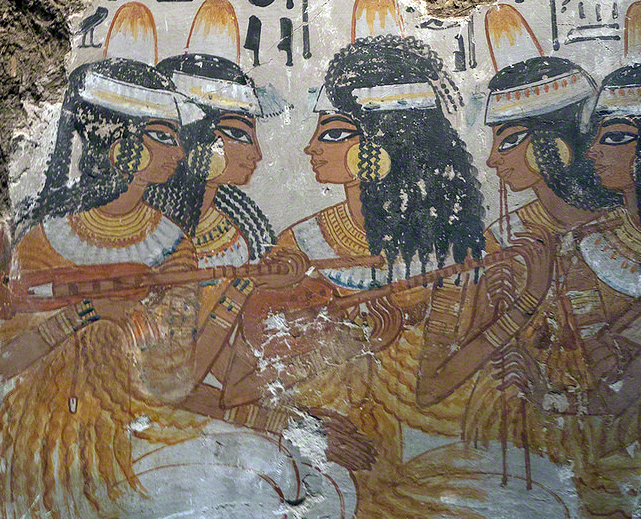
Ókori egyiptomi lantosok
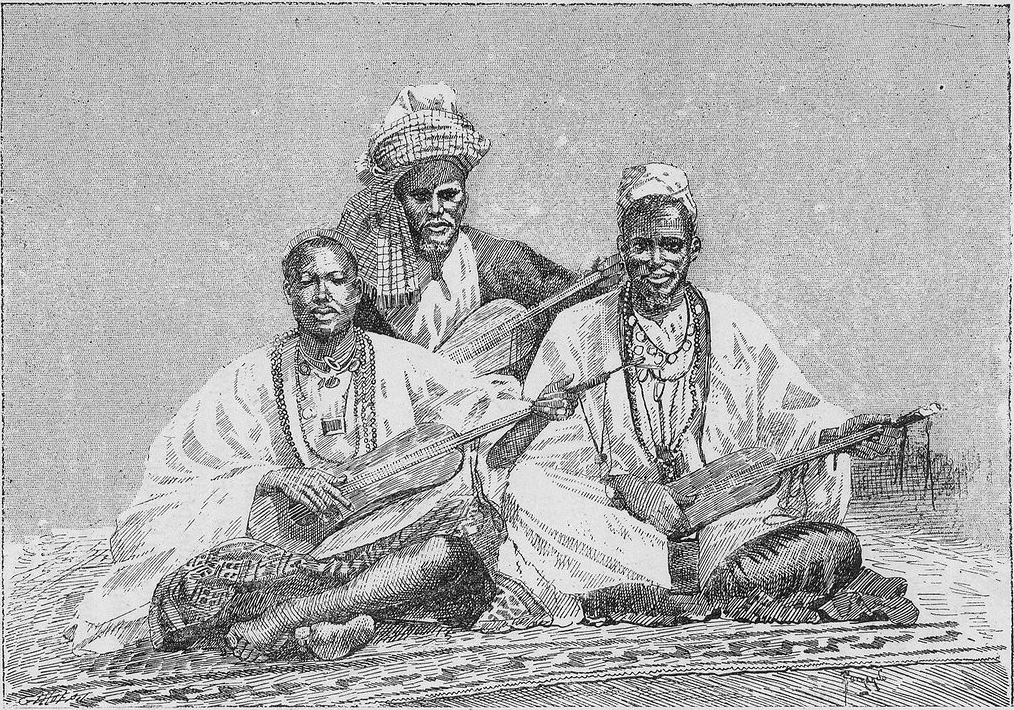
Nyugat-afrikai ngoni
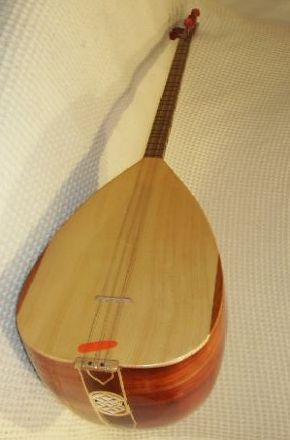
Török baglama

A nyeles lantok közül a hosszú nyakú lant jelent meg legkorábban, elsőként ugyancsak Mezopotámia területén. A hangszer egyes nézetek szerint nem-sémi hegyi- és lovasnépekhez, a kassúkhoz, azaz kasszitákhoz kapcsolható, mások szerint nyugati sémi nomádok különböző csoportjaihoz, akik eredetileg a termékeny félhold belső peremének sztyeppéin, Szíria félsivatagos síkságain éltek. Az ikonográfiában legkésőbb a Kr. e. 2. évezred elején tűnik fel, de egyes kutatók a Kr. e. 3. évezred végére datált pecsétnyomókon is felismerni vélik a hangszert. A lant neve sumer nyelven pantur, ennek származékai lehetnek – metatézis útján – a perzsa tanbúr, az indiai tánpúra, az arab tunbur, sőt közvetetten a magyar tambura is.

### Egyiptom
Az ókori Egyiptomban a hosszú nyakú lant eleinte a XV–XVII. dinasztia ábrázolásain, a Kr. e. 18–16. században fordul elő szórványosan. A történettudomány az új hangszer elterjedését a Hükszoszok betörésével hozza kapcsolatba. Hivatásos zenészek csak Kr. e. 1500-tól kezdték használni, ettől kezdve a lant a lakomajelenetek gyakori szereplője. Az egyiptomi lantábrázolásokon láthatók először hanglyukak, ezek két sorban szimmetrikusan helyezkednek el.
Az egyiptomi lant teste többé vagy kevésbé hosszúkás formájú, fából van tálszerűen kifaragva, vagy teknős páncéljából készül. Tetőlapja kifeszített bőr membrán, néha hanglyukakkal ellátva. Nyárslant: az egyenes, rúdszerű nyak a bőr egy nyílásán, a bőr és a test között hatol be a test belsejébe, majd annak túlsó végéig nyúlik. A nyak csúcsát gyakran lúd- vagy kacsafejet formázó faragás díszíti. Két-három külön rögzített bélhúrja van, tartozéka még a zsinóron függő pengető. A hangszer általában vörös színű.

### Afrika
A napjainkban is használt nyugat-afrikai hosszú nyakú lantok sokban hasonlítanak az ókori egyiptomi lantokhoz. Hosszúkás, hajóformájú, fából kifaragott testük van, de ez néha készülhet tökhéjból vagy talált fémdobozból is. A tetőlap kifeszített bőr. Nyakuk beillesztése részben azonos az egyiptomi lantokéval: az egyenes, bundozatlan, rúdszerű nyak itt is a test és a bőr tetőlap között, a bőrön lévő nyíláson bújik be a hangszertestbe, viszont nem éri el a test túlsó végét. A nyakrúd vége itt is húrtartóként funkcionál, de nem a test alsó részén, hanem a tetőn vágott nyíláson keresztül érhető el. A húrláb vagy legyezőformájú, ez esetben közvetlenül a nyakrúd végén ül, vagy cilinder formájú, és a tetőlapon nyugszik. Afrikai hosszú nyakú lantok nevei: ngoni, khalam, kontingo, gunbri.

### Görögök
Az ókori görögök legnépszerűbb húros hangszere a líra volt, de az írott forrásokban a Kr. e. 4. század közepétől vannak szórványos utalások nyeles lantokra is. A trikhordosz vagy trikhordon (’háromhúros’) hangszernevet Pollux Kr. u. 2. századi író egy bizonyos pandura nevű asszír zeneszerszámmal azonosítja, amely bizonyára nyeles lant lehetett. A Kr. e. 3. századtól a pandura mellett a pandurosz, phandurosz, pandurisz, pandurion hangszernevek is használatban voltak, ezek minden bizonnyal a sumer panturra vezethetők vissza. A Kr. e. 330 és Kr. e. 200 közötti időszakból néhány nyeles lanton játszó nőalakot ábrázoló terrakotta szobrocska is fennmaradt. Ezek egy részén olyan újszerű lantféle látható, melynek nyaka – a hosszú nyakú lantokétól eltérően – szervesen összesimul a mandulaformájú test elvékonyodó végével.

Rövid nyakú lantok
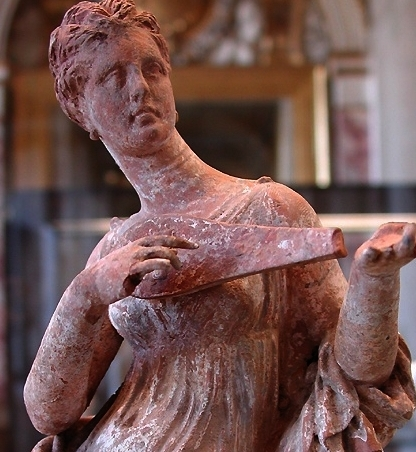
Görög pandura, kb. Kr. e. 200
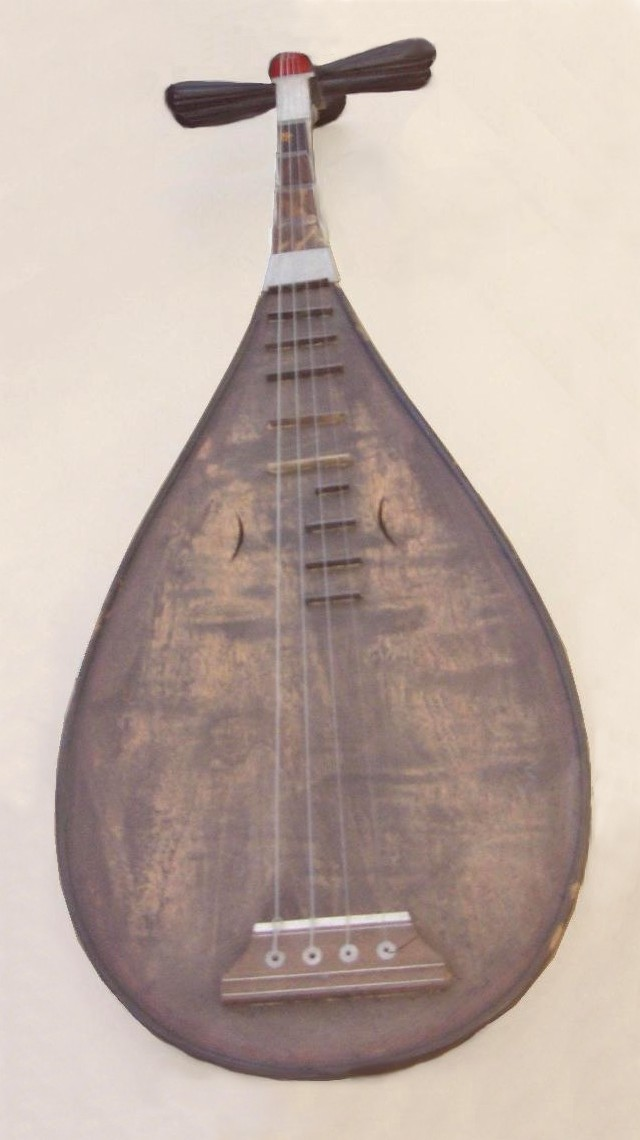
Kínai rövid nyakú lant, a pi-pá
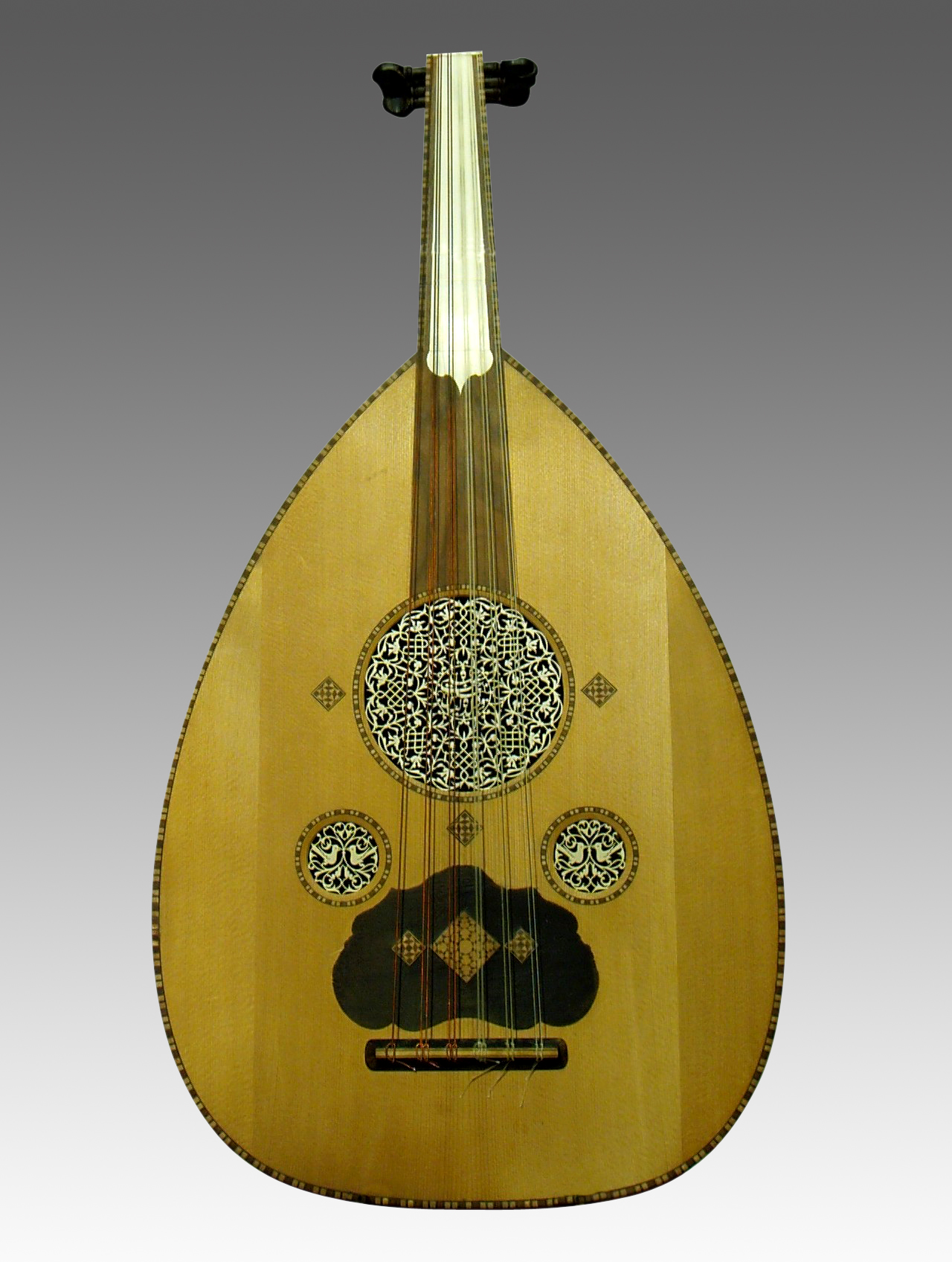
Arab rövid nyakú lant, az úd
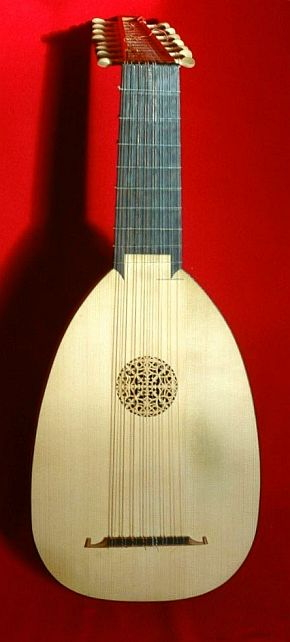
Reneszánsz lant

### Gandhára, Irán
A rövid nyakú lant, melynek jellemzője, hogy viszonylag rövid nyaka a test fokozatosan elvékonyodó végéből nő ki, feltehetőleg szintén ázsiai eredetű. Ilyen típusú hangszer ábrázolása az 1–5. században virágzó Gandhára szobrain, domborművein látható. A nagyjából a mai Afganisztán területén elhelyezkedő királyság kultúrája a hellenisztikus görög és az indiai művészet kettős hatása alatt fejlődött ki. A gandhárai lant teste körteformájú, a tetőre ragasztott húrtartója, és rövid nyaka végén oldalsó állású hangolókulcsai vannak. Három, négy vagy öt húrját pengetővel szólaltatják meg.
A szászánida Iránban használt barbat nevű lant szintén ilyen típusú. A barbatból származtatják mind a kínai pi-pát, mind az arab údot, mely utóbbi a nyugati lant közvetlen elődje.

### Európa
A kora középkori, 9–10. századi európai ábrázolásokon kétféle lant fedezhető fel: az egyiknek hosszú, bundozott nyaka, ásóformájú teste, két–három húrja van; a másik rövid, érintők nélküli nyaka palackformájú testben folytatódik, 4–7 alul rögzített húrral. Mindkét hangszernek hátsó vagy elülső állású hangolókulcsai vannak, pengetővel játszanak rajtuk. Minden bizonnyal közép-ázsiai eredetűek, nevük ismeretlen.
A nyugati lant közvetlen elődje, az arab úd Európában először spanyol földön, a 10. század közepén jelenik meg, majd francia ábrázolásokon tűnik fel. A belőle kialakuló középkori lantnak kezdetben egy darab fából tálszerűen kifaragott teste volt és bundozatlan nyaka, majd a 15. századtól a szelvényezett test, a bundozott fogólap lett a jellemző. Hangolófeje élesen hátratört, hangolókulcsai oldalsó állásúak. A húrok száma kezdetben négy, ami fokozatosan emelkedett, a 16. században lett hat húrpárja, ami később további húrpárokkal egészülhetett ki. A 17. században a 8–11 kórusos lantok is elterjedtek. A nyugati lantot szóló- és együttesjáték mellett continuo-hangszerként is alkalmazták.
A guiterne is arab eredetű, a 14. században volt népszerű. Lapos, körte alakú, fából faragott teste folyamatosan megy át a nyakba, amely sarló alakú hangolófejben végződik. A későbbiekben felépítésében a lathoz hasonult, de négy húrpárját megőrizte. Ebből a hangszerből fejlődhettek ki a 17. századra a Mandörgen, mandor, mandora, mandola nevű lantfélék, majd a négy–hat húrpáros korai mandolin. A guiterne nevét módosult formában a gitár örökölte.
A gitár hangszertanilag szintén az általános értelemben vett lantok közé tartozik. A nyugati lanthoz hasonlóan spanyol földről terjedt el Európában, eredete ismeretlen. Jellemzője a dobozszerű, középen elvékonyodó, karcsú test, az elkülönülő nyak. A fidula hangolófejét örökölte, a lanttól a tetőre ragasztott húrtartó-húrlábat, a központi hangnyílást, a húrozást vette át. A reneszánsz gitár négy, a barokk gitár öt húrpáros; a későbbiekben hat húrpárja lett, a 19. század elejétől hat szimpla húrja van. A gitár akusztikus és elektronikus változatában is a mai nyugati kultúra legnépszerűbb pengetős hangszere.
A ciszter a 15. század elején, Itáliában jelent meg eredetileg cetera néven, majd citre, cittern, Zither neveken terjedt el Európa-szerte. Feltehetőleg a középkori citole-ból fejlődött ki. A gitárhoz hasonlóan dobozszerű teste van, de körteformájú, kávája lefelé keskenyedő. Középső hangnyílása, érintői, a fiduláéhoz hasonlóan mozdítható húrlába van. Négy, később hat fém húrpárral van felszerelve.

Európai lantok
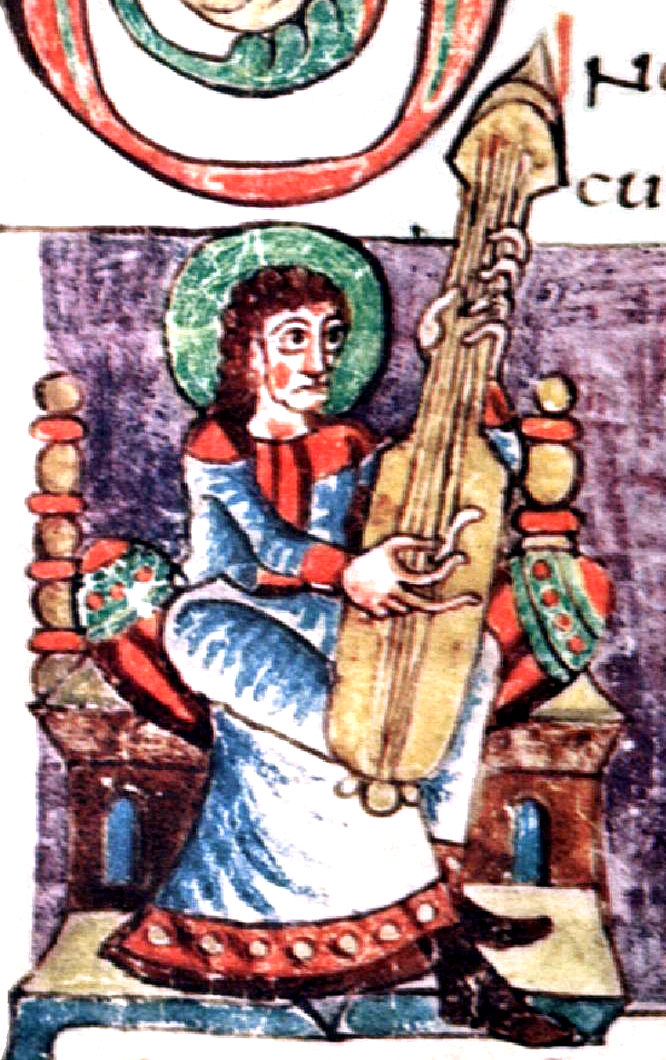
Kora középkori lant
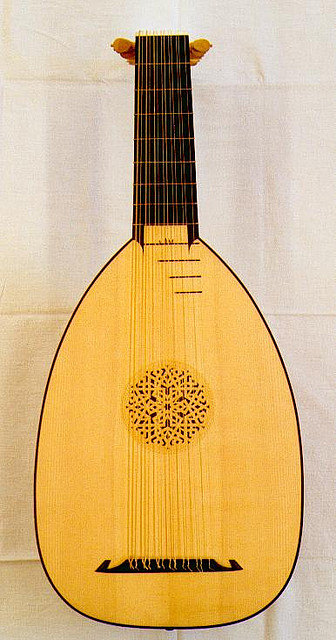
Reneszánsz lant
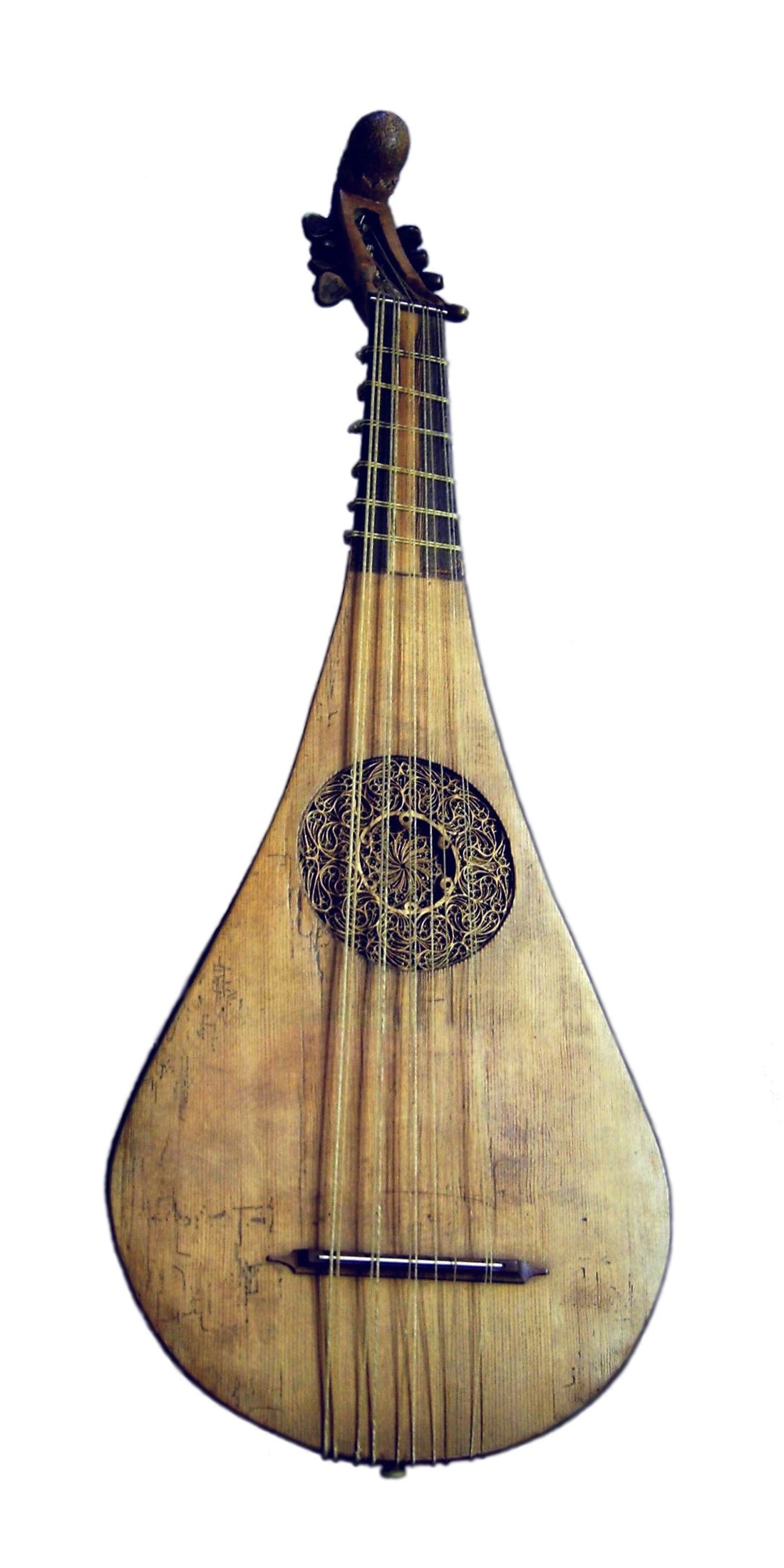
Guiterne
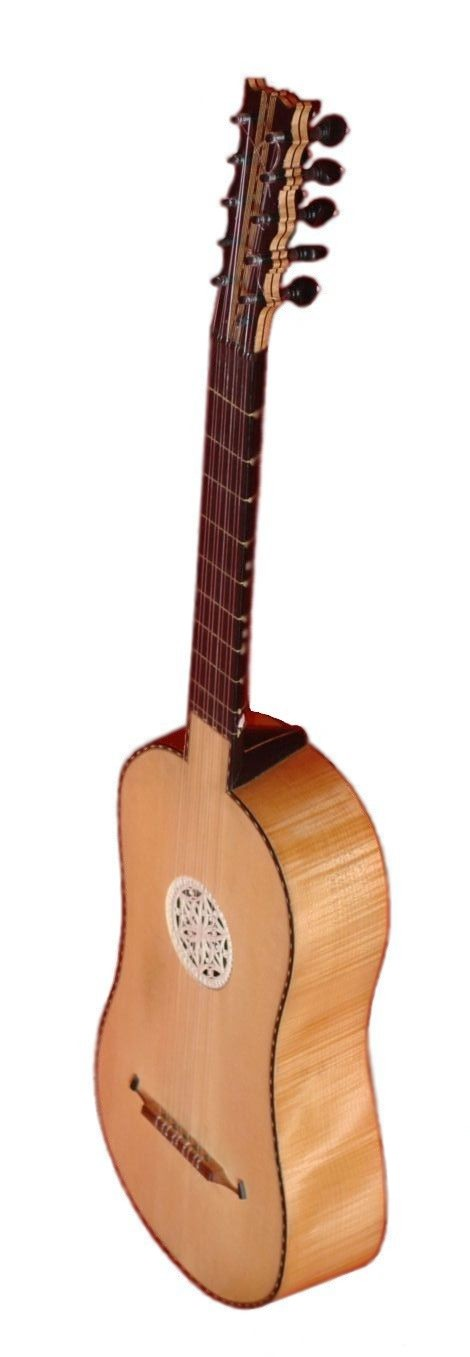
Barokk gitár
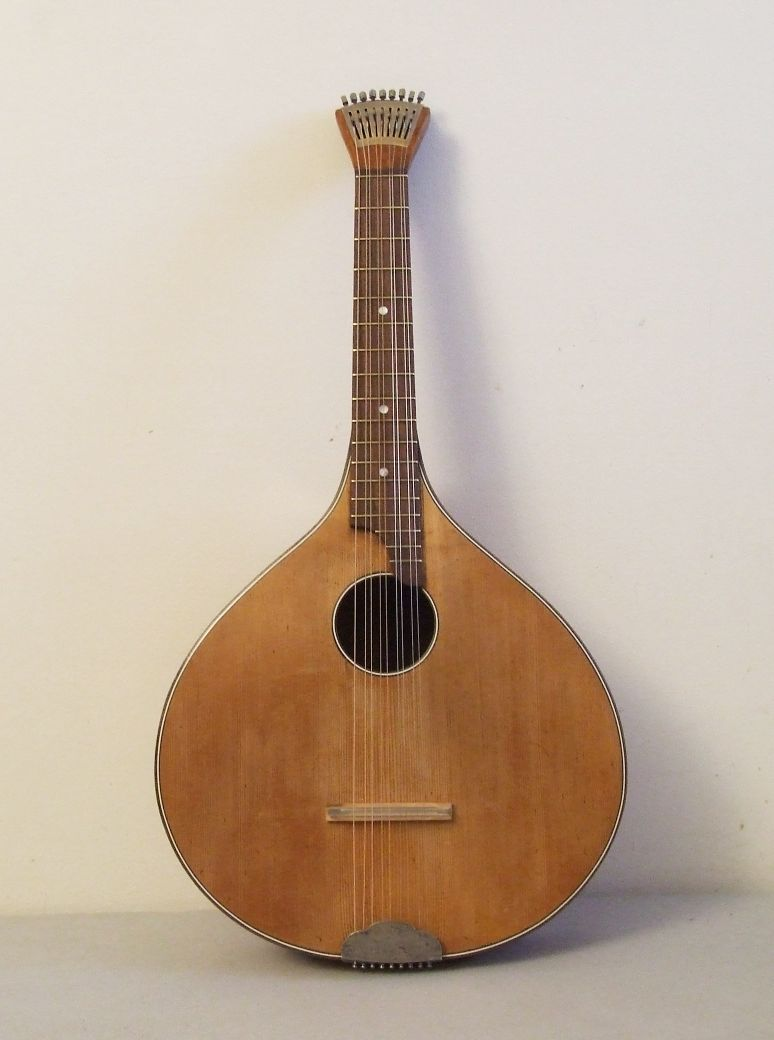
Ciszter

### Vonós hangszerek
A lantok vonóval való megszólaltatására a hangszertörténetben viszonylag későn került csak sor, az első adatok vonó használatára a 9. századból, Közép-Ázsiából valók. Európába a vonó a 10–11. században jutott el elsősorban Bizáncon keresztül, de az Észak-Afrikán, Spanyolországon vezető útvonal is szerepet kaphatott. A vonózás kelet felé is elterjedt, előbb Indiában, majd Kelet-Ázsiában. 
Európában a legkorábbi vonós hangszerek a crwth-szerű vonós lírák mellett a fidulák voltak. Ez utóbbiak leszármazottai, a gambák, majd a hegedűcsalád tagjai a 16. századtól a nyugati műzene legfontosabb hangszereivé váltak. Keleten a vonós lantok legjellemzőbb típusa a bőr rezonánssal fedett, gömbölyű vagy csőszerű testű nyárshegedű, mint az arab rebáb vagy a kínai huqin (hu-csin) hangszercsalád tagjai. Ezek a maguk zenei világában viszonylag kisebb jelentőséget vívtak ki maguknak, mint európai rokonaik.
A vonós hangszereket Keleten mindig – napjainkban is – függőleges tartásban szólaltatták meg, a vonót úgy tartják, hogy a kéz tenyérrel kifelé fordul. Európában már a középkorban elterjedt az ellenkező – a mai csellójátékra hasonlító – tenyérrel befelé fordított kéztartás, és a függőleges tartás mellett a hangszernek – a mai hegedűjátékhoz hasonló – mellhez, vállhoz támasztása.

Keleti és nyugati vonós hangszerek
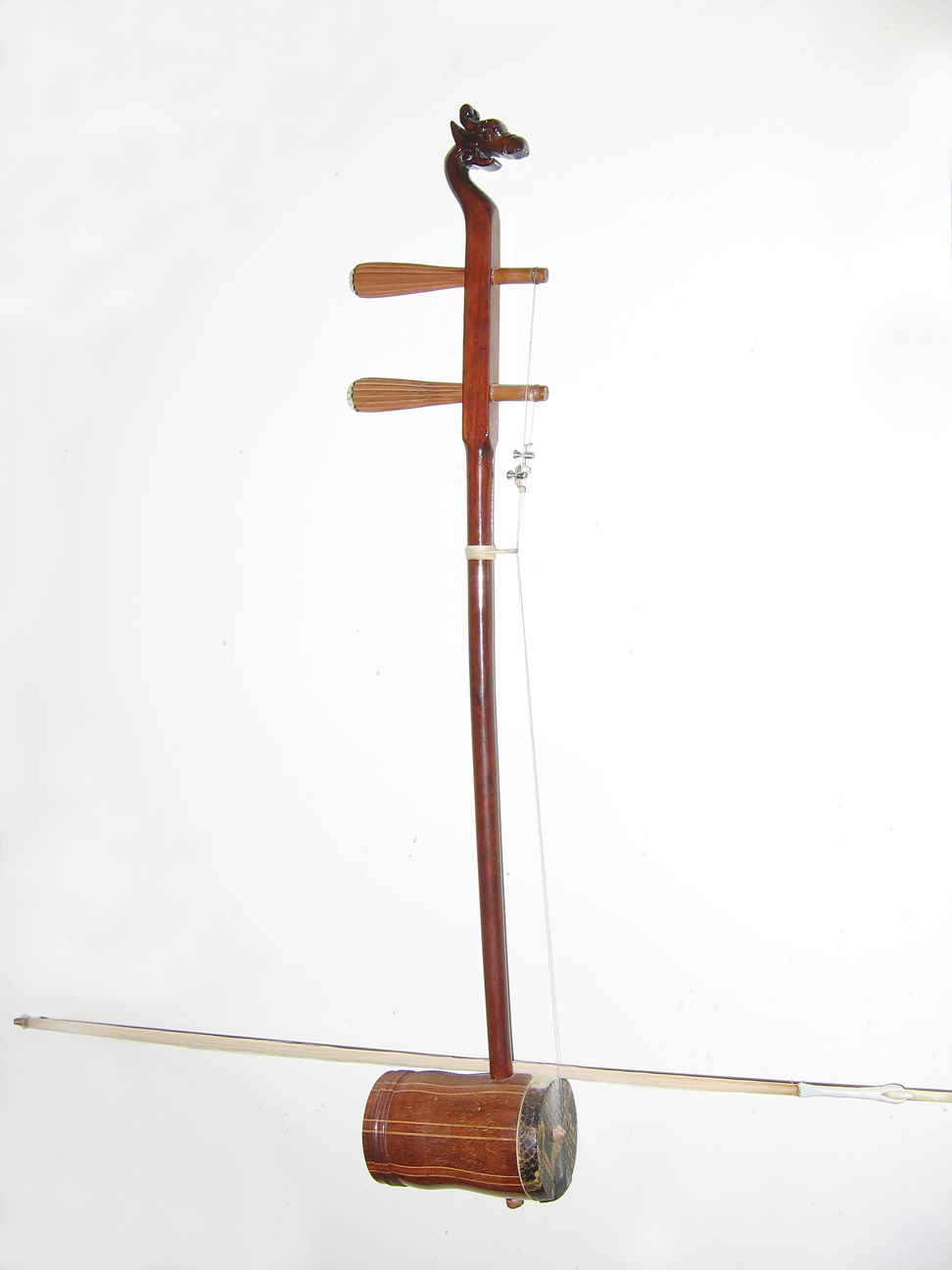
Kínai kaohu (kao-hu)
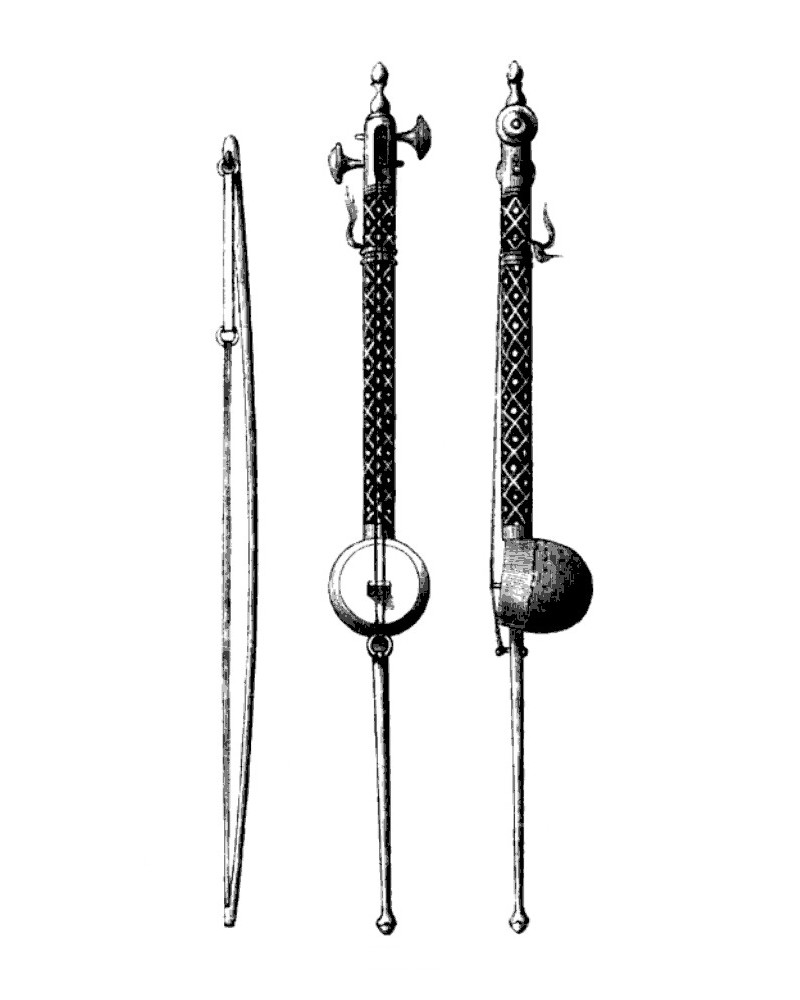
Arab kamándzsa vagy rebáb
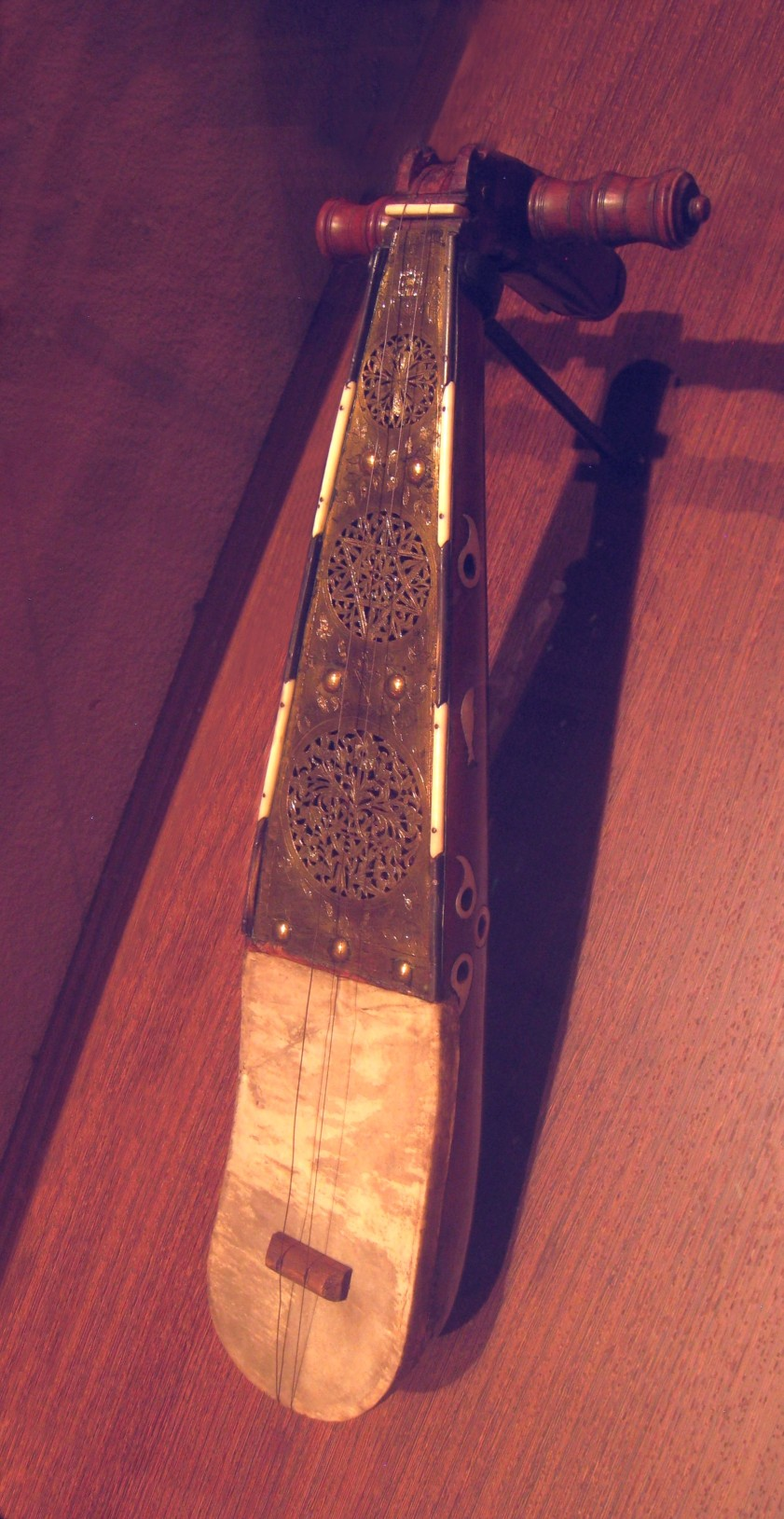
Észak-afrikai rebáb
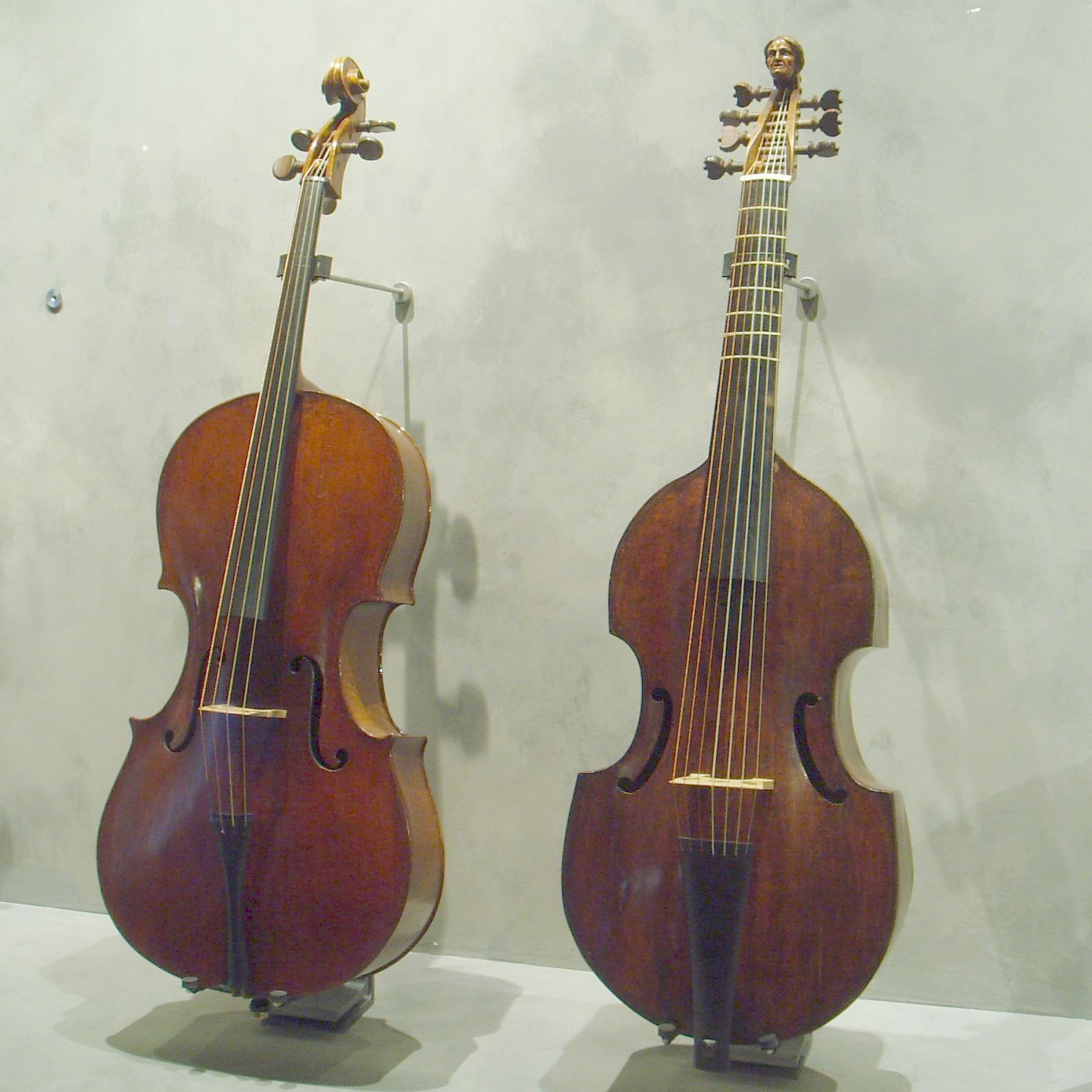
Cselló és viola da gamba
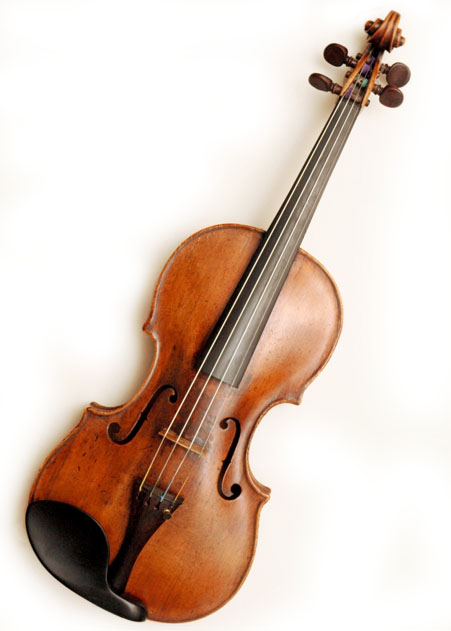
Hegedű